# 小米Max 2
小米Max 2是小米科技在2017年5月25日发布的一款Android智能手机。